# محمدحسن شریف قنوتی
محمدحسن شریف قنوتی (زاده ۳ تیر ۱۳۱۳ اروند کنار - درگذشته ۲۴ مهر ۱۳۵۹ خرمشهر) روحانی که از فرماندهان بسیج خرمشهر در روزهای آغازین جنگ ایران و عراق بود. او پیش از وقوع انقلاب ۱۳۵۷ از فعالان ضد حکومت پهلوی بود. پس از انقلاب و در سال ۱۳۵۹ به خرمشهر رفت و در تاریخ ۲۴ مهر ۵۹ کشته شد. او نخستین روحانی ایرانی بود که در جنگ ایران و عراق شهید شد.

## زندگی‌نامه
محمد حسن شریف قنوتی در روز ۳ تیر سال ۱۳۱۳ در اروند کنار خوزستان زاده شد. در دوران کودکی به کسب علوم و معارف دینی روی آورد و مقدمات اسلام را نزد عمویش، عبدالستار اسلامی، سپس عبدالرسول قائمی در آبادان فراگرفت. در سال ۱۳۳۷ در حوزه علمیه بروجرد دوره سطح و بخشی از خارج را به پایان رساند، سپس برای تکمیل تحصیلات حوزوی وارد حوزه علمیه قم شد و محضر درس سید محمدرضا گلپایگانی و نیز سید روح‌الله خمینی، را درک کرد و تا مرتبه اجتهاد پیش رفت. وی مبارزات سیاسی خود را از زمان فعالیت فدائیان اسلام آغاز نمود و همکاری‌های اندکی با آن گروه، به ویژه سید مجتبی نواب صفوی داشت. او در کنار مبارزات سیاسی فعالیت‌های اجتماعی را نیز ادامه داد و در سال ۱۳۳۷ پس از اتمام درس خارج در از سوی سید محمد رضا گلپایگانی برای امور تبلیغ به سرنجلک و سپس اردکان فارس اعزام گردید. او چندین سال در روستاها و بخش‌های اردکان فارس به تبلیغ و ترویج احکام اسلامی پرداخت و در کنار آن در روستاها برای مردم مسجد، حمام و دبستان ساخت و در رفع برخی از مشکلات آنان کوشید. او به منظور کمک به معیشت خانواده‌های فقیر صنعت قالیبافی را با ایجاد دارهای قالی در منازل توسعه داد.
با شروع نهضت اسلامی به رهبری روح‌الله خمینی در سال ۱۳۴۲، فعالیت‌های سیاسی شریف قنوتی شدت بیشتری یافت. این امر سبب شد که ساواک فارس توجه ویژه‌ای به او داشته باشد و بارها بازداشت و زندانی گردد.
رژیم برای آرام کردن اوضاع مدت کوتاهی بعد او را از زندان آزاد کرد، اما ممنوع‌المنبر نمود. در اسناد برجای مانده، از ساواک، شریف قنوتی روحانی افراطی پیرو عقاید و افکار خمینی معرفی شده‌است. وی پس از مدتی به عنوان نماینده خمینی در اردکان و حومه برگزیده شد. او وجوهات شرعی را از مردم دریافت می‌کرد و به قم و نجف ارسال می‌نمود.
ساواک شیراز موضوع را با ساواک اصفهان در میان گذاشت و ساواک اصفهان شریف قنوتی را با تعدادی اعلامیه دستگیر کرد. وی پس از مدتی آزاد گردید و بلافاصله به اردکان فارس مراجعت کرد. در سال ۱۳۴۹، پس از مرگ سید محمدرضا سعیدی، بار دیگر به دلیل فعالیت‌های سیاسی اش دستگیر و مدتی زندانی گردید.
محمدحسن شریف قنوتی در سال ۱۳۵۵ خانواده‌اش را به بروجرد برد و خود با استفاده از نام مستعار شریف طبع فعالیت‌های سیاسی را ادامه داد. با اوج‌گیری مبارزات انقلابی، بر وسعت فعالیت‌های شریف قنوتی افزوده شد و از آنجا که وی در اردکان، شیراز، یاسوج و اصفهان برای عوامل ساواک فرد شناخته شده‌ای بود، به مسجدسلیمان رفت تا راحت‌تر به فعالیت‌هایش ادامه دهد. او برای آن که به راحتی به دست عوامل ساواک نیفتد، شب‌ها را به همراه عده‌ای از همراهانش در مسجد می‌ماند. پس از مدتی، ساواک مسجدسلیمان از وجود او احساس خطر کرده و برای دستگیری وی اقدام کرد. نیروهای ساواک در آبان ۱۳۵۷ شبانه از پشت بام به مسجد ریخته و پس از دستگیری شریف قنوتی را به زندان اهواز انتقال دادند.

## پس از انقلاب
شریف قنوتی در ۲ دی سال ۱۳۵۷ از زندان اهواز رهایی یافت و به بروجرد بازگشت و به سازماندهی راهپیمایی‌ها پرداخت. با وقوع انقلاب، شریف قنوتی بار دیگر به اردکان رفت و مسئولیت نمایندگی شورای شهر را برعهده گرفت. شریف قنوتی پس از چندی، به عنوان دادستان انقلاب بروجرد مشغول شد.

## جنگ ایران و عراق
با آغاز جنگ برای اولین بار ستاد کمک رسانی به مناطق جنگی جنوب و غرب کشور را در بروجرد به راه انداخت و در ۳ مهر ۱۳۵۹ با کاروانی متشکل از چندین کامیون (به قولی ۲۱ کامیون) آذوقه اهدایی مردم بروجرد به خرمشهر اعزام گردید. پس از بازگشت، در بسیج نیروهای مردمی و اعزام آنان به جبهه‌های نبرد فعال شد. در اواسط مهر به همراه تشکلی از جوانان بروجرد به خرمشهر رفت و خود لباس رزم پوشید و با تشکیل گروه‌های چریکی الله اکبر و گروهان‌های مقاومت، به دفاع از آن پرداختند. شیخ شریف علاوه بر فرماندهی برخی از محورها در خرمشهر و هدایت نیروها، مسئولیت تأمین مهمات نیروها را هم عهده‌دار بود.

## درگذشت
دستور پیشروی یگان‌های نیروی زمینی عراق به سوی خرمشهر، در ۲۴ مهر ۱۳۵۹ صادر شد و خیابان چهل متری این شهر، به‌عنوان خیابان مرکزی، شاخص تقسیم نیروها و محورها قرار گرفت. با گذشت ساعاتی از روز، در حالی‌که مدافعان اندک شهر به مقابله مشغول بودند، یگانی از نیروهای عراقی با راهنمایی ستون پنجم، خود را به خیابان چهل متری رساند و با استقرار تیربار در چند نقطه و موضع‌گیری تک تیراندازان در ساختمان‌های مسلط بر این خیابان، محور مرکزی و اصلی‌ترین راه پشتیبانی و رفت‌وآمد نیروهای مدافع را بستند. نیروهای عراقی، ماشین حامل شریف قنوتی را در این خیابان هدف قرار داد. پس از برخورد هفت ـ هشت گلوله به بدن وی، ماشین با آرپی‌جی هدف قرار گرفت و واژگون شد. نیروهای عراقی که از همان ابتدا در پی دستگیری شریف قنوتی بودند، او را اسیر کردند و با سر نیزه کلاشینکف، به شقیقه او ضربه زده و او را کشتند. محمد حسن قنوتی نخستین روحانی شهید در جنگ ایران و عراق است.

## مدفن
شیخ شریف در گلزار شهدای آبادان دفن شده‌است. با این وجود دو مقبرهٔ دیگر برای یادبود در شهرهای بروجرد و اردکان ساخته شده‌است.

## یادمان
مدارس و بلوارهایی در اهواز و اردکان برای بزرگداشت به نام وی نامگذاری شده‌است.
فیلم سینمایی شیخ شریف با بازی جعفر دهقان در نقش شریف طبع و کارگردانی اسماعیل فلاح پور.